# Myaptexaria acutus
Myaptexaria acutus là một loài ruồi trong họ Asilidae. Myaptexaria acutus được Artigas miêu tả năm 1980. Loài này phân bố ở vùng Tân nhiệt đới.